# C-block
株式会社c-block（シーブロック）は、主にテレビ番組・CM・PVの企画・制作およびブロードバンドコンテンツ制作を主な事業内容とする制作会社である。DHE株式会社のグループ会社である。

## 沿革
2005年3月に、米山範彦と井上晃一と(元ジーワン)に所属していたスタッフで自ら映像集団を結成し、その名を『有限会社c-block』として創立された。

## 会社概要
- 設立年月日：2005年3月7日
- 役員
  - 代表取締役社長：米山範彦

## 所属スタッフ
- 米山範彦（代表、プロデューサー）

## 主な作品

### テレビ番組
（凡例）太字：現在放映されている番組。
レギュラー番組
- LIFE GOES ON LIVE（BSフジ）
- ザ・ベストハウス123（フジテレビ）
- 無意味良品（BSフジ）
- おはコロシアム（テレビ東京）
- ICHIRO-MONDOW 〜Two Chairs〜（ytv）
- ICHIRO-VERSUS（ytv）
- タナゴコロッジ〜明日を考えながらスープを飲む客人達〜（関西テレビ）
- タナゴコロータス〜レンコンの穴から見える明日の幸せ〜（関西テレビ）
- イケメンデルの法則〜恋に苦しむハンサムなエンドウ豆たち〜（関西テレビ）
- 花鳥風月（BS日テレ）
- 爆!爆!爆笑問題（TBSテレビ）
- 学生才能発掘バラエティ 学生HEROES!（テレビ朝日）
- 関ジャニの仕分け∞（テレビ朝日）
- フジテレビに出たい人TV（フジテレビ）

単発・特番
- 風の街のアリス（関西テレビ）
- 小悪魔ドクショ 〜文学で恋をつかまえる方法〜（日本テレビ）
- 実話!デキマックス（フジテレビ）
- 解決!ナニソレーター（関西テレビ）
- 地球侵略クイズ!ダバダバ大作戦（フジテレビ）
- となりのスージー（フジテレビ）

### PV
- 東京エスムジカ『ハッピー・エンド・レターズ』
- jealkb『嘆きのエンドレス』